# Gay Nigger Association of America
Die Gay Nigger Association of America (GNAA, dt. Vereinigung der Schwulen Nigger Amerikas) war eine Organisation von Internettrollen und Hackern, die unter anderem verschiedene Blogs gehackt hat.
Der Name ist mit Absicht provozierend und vermutlich von dem 1992 gedrehten dänischen Kurzfilm Gayniggers from Outer Space abgeleitet. Zu den Opfern gehörten unter anderem Slashdot, Wikipedia, CNN, Linux sowie Barack Obamas Wahlkampfwebseite. Sie haben ebenso Informationen zu Software und in der Entwicklung befindlichen Betriebssystemen vorzeitig bekannt gegeben.

## Aktivitäten
Die GNAA betreibt ein Wiki zu Internetthemen und einen Softwaredownloadbereich. Mitglieder der GNAA gründeten ebenso Goatse Security, die bei Themen der Websicherheit im Grey-Hat-Bereich auftreten. Auch Goatse hat obszöne Konnotationen. Der englische Wikipediaartikel zu der Gruppe wurde von dieser nach Andrew Lih dazu genutzt, das System Wikipedia gegen sich selbst auszuspielen.

## Aktionen

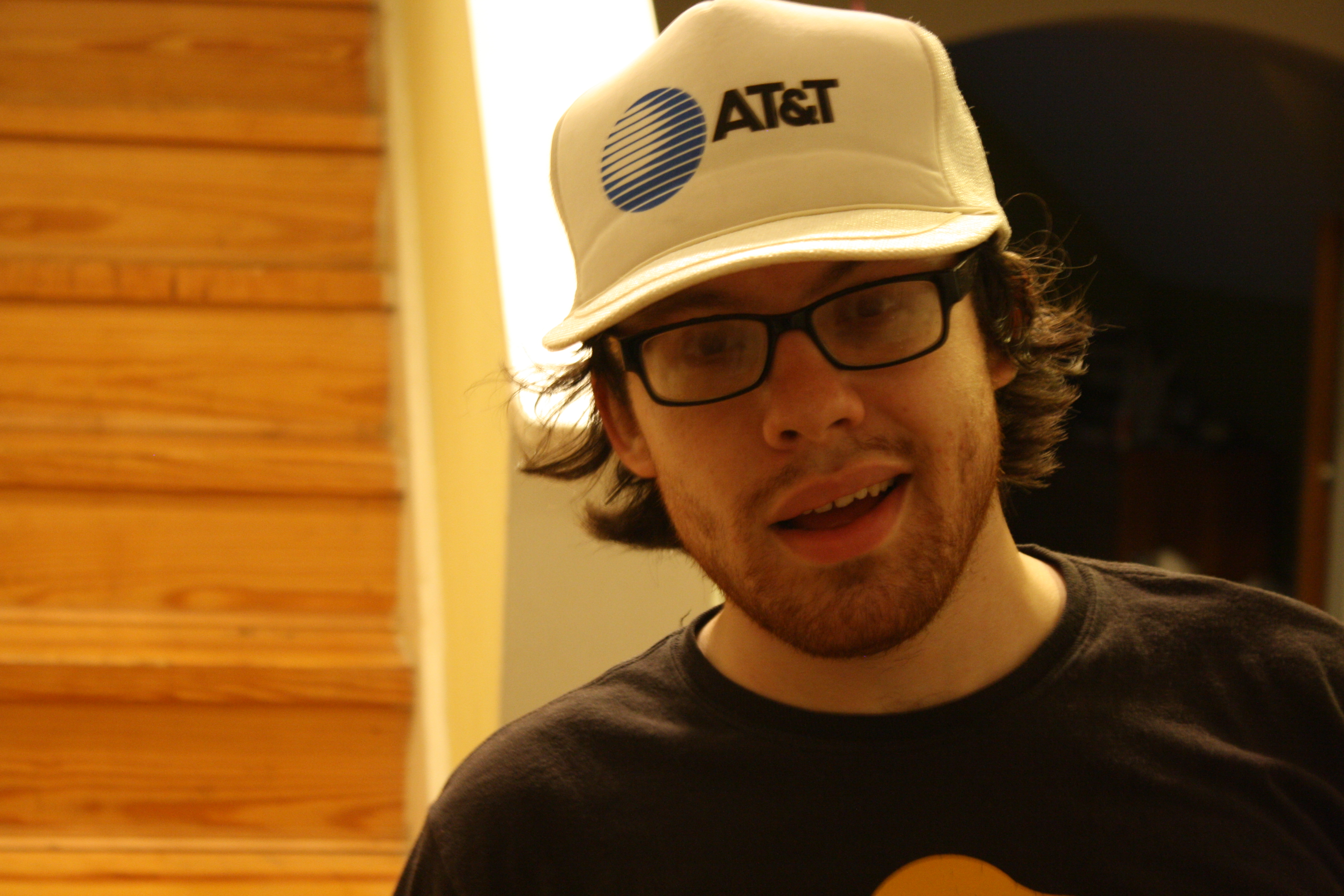
Weev alias Andrew Auernheimer (2010), Expräsident der GNAA

Nachdem Goatse Security 2010 eine verwundbare Stelle der AT&T-Website und zugehörige E-Mails veröffentlicht hatte, wurden der damalige Präsident der GNAA, der Hacker „weev“, sowie das ehemalige GNAA-Mitglied „JacksonBrown“ (jeweils Pseudonyme) zeitweilig verhaftet. 2007 überzeugte die GNAA nach eigenen Angaben die CNN-Reporterin Paula Zahn, dass einer von drei Amerikanern an Verschwörungstheorien zum 11. September 2001 glaubte. CNN startete darauf mehrere Sendungen zu dem angeblichen Irrglauben, die unter anderem die von GNAA aufgesetzte Fakeseite „jewsdidwtc.com“ als tatsächliche Quelle und Beleg weitverbreiteter Verschwörungstheorien nannte.
2013 begann die GNAA zusammen mit dem Imageboard 4chan auf Twitter die „#cut4bieber“-Kampagne zu starten, bei der Fans von Justin Bieber inspiriert werden sollten, sich selbst zu verletzen.